# 程畿
程 畿（てい き、? - 222年）は、中国後漢末期から三国時代にかけての武将。字は季然。益州巴西郡閬中県の人。子は程郁・程祁。

## 事跡
初め劉璋に仕え、漢昌県令となった。
ある時、巴西太守龐羲は漢中の張魯に対抗するため、私兵を募集した。ところが、劉璋に讒訴する者がいたため、劉璋は龐羲を疑うようになった。龐羲は程畿の子の程郁を配下としており、程郁を程畿の下に派遣して救援を求めた。しかし、程畿は「異心を抱いていないのなら、誠意を尽くすべきです」と言い、これを拒否した。また、程郁に対して「私は州から恩を受けているから、州牧のために忠節を尽くすのだ。おまえは郡吏なのだから、太守のために力を揮うのが当然である。私を理由にして異心を抱いてはならない」と諭している。
程畿の言葉を聞いた龐羲は別人を派遣し、協力しなければ程郁を殺すと脅しをかけた。しかし、程畿は楽羊が子の羹を飲んだ故事を引き、大義に従うと重ねて拒否した。程畿の助力を得られないと悟った龐羲は、ついに劉璋に謝罪し、劉璋もこれを許した。後に劉璋は程畿の行いを聞き、彼を江陽太守に取り立てている。
劉備が益州を支配すると、程畿は従事祭酒として登用された。
222年、劉備の夷陵の戦いに随従した。夷陵で大敗して撤退する際、ある者は「船を軽くすれば逃れることができます」と進言したが、程畿は「私は軍にあって、敵から逃走したことは一度もない。ましてや、陛下に従って危機に臨みながら、そのようなことができようか」と退けた。程畿は船上で自ら戟を持ち、追撃してきた呉軍と戦っていくつか敵船を沈めたが、最後は衆寡敵せず戦死した。
楊戯の『季漢輔臣賛』において、その剛毅にして節義ある人柄を讃えられている。子の程祁は楊戯・張表らと並び称されるほどの人物であったが、20歳で夭折した。
小説『三国志演義』にも登場し、史実同様に戦死している。